# Montelupo Fiorentino
Montelupo Fiorentino est une commune italienne d'environ 12 000 habitants située dans la ville métropolitaine de Florence en Toscane.

## Histoire
Le peintre Giovanni Domenico Ferretti réalisa un tableau pour la commune entre 1720 et 1725.

## Culture
- Faïence de Montelupo Fiorentino
- Villa Medicea dell'Ambrogiana

## Sport
- Grand Prix Montelupo

## Administration
| Période                                  | Période  | Identité     | Étiquette | Qualité |
| ---------------------------------------- | -------- | ------------ | --------- | ------- |
| 13 juin 2004                             | En cours | Rossana Mori |           |         |
| Les données manquantes sont à compléter. |          |              |           |         |

### Hameaux
Ambrogiana, Botinaccio, Camaioni, Citerna, Erta, Fibbiana, San Quirico, Samminiatello, Sammontana, Pulica, Turbone

### Communes limitrophes
Capraia e Limite, Carmignano, Empoli, Lastra a Signa, Montespertoli

## Honneur
L'astéroïde (7198) Montelupo est nommé en son honneur.